# Piru Nou, Satu Mare
Piru Nou este un sat în comuna Pir din județul Satu Mare, Transilvania, România.

 Acest articol despre o localitate din județul Satu Mare este deocamdată un ciot. Puteți ajuta Wikipedia prin completarea lui.